# Blechum angustifolium
Blechum angustifolium är en akantusväxtart som först beskrevs av Olof Swartz, och fick sitt nu gällande namn av Robert Brown. Blechum angustifolium ingår i släktet Blechum och familjen akantusväxter. Inga underarter finns listade i Catalogue of Life.

## Bildgalleri

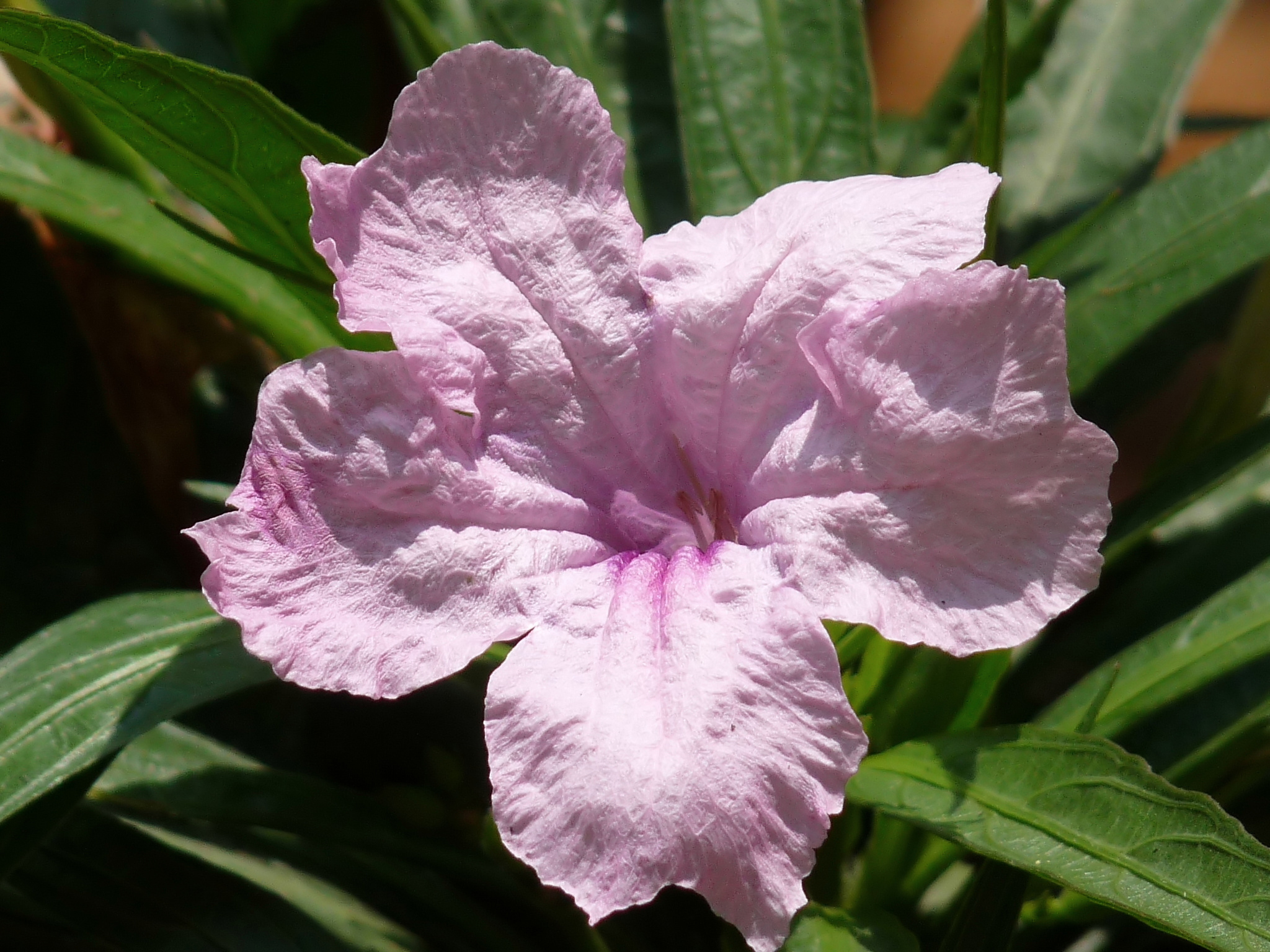
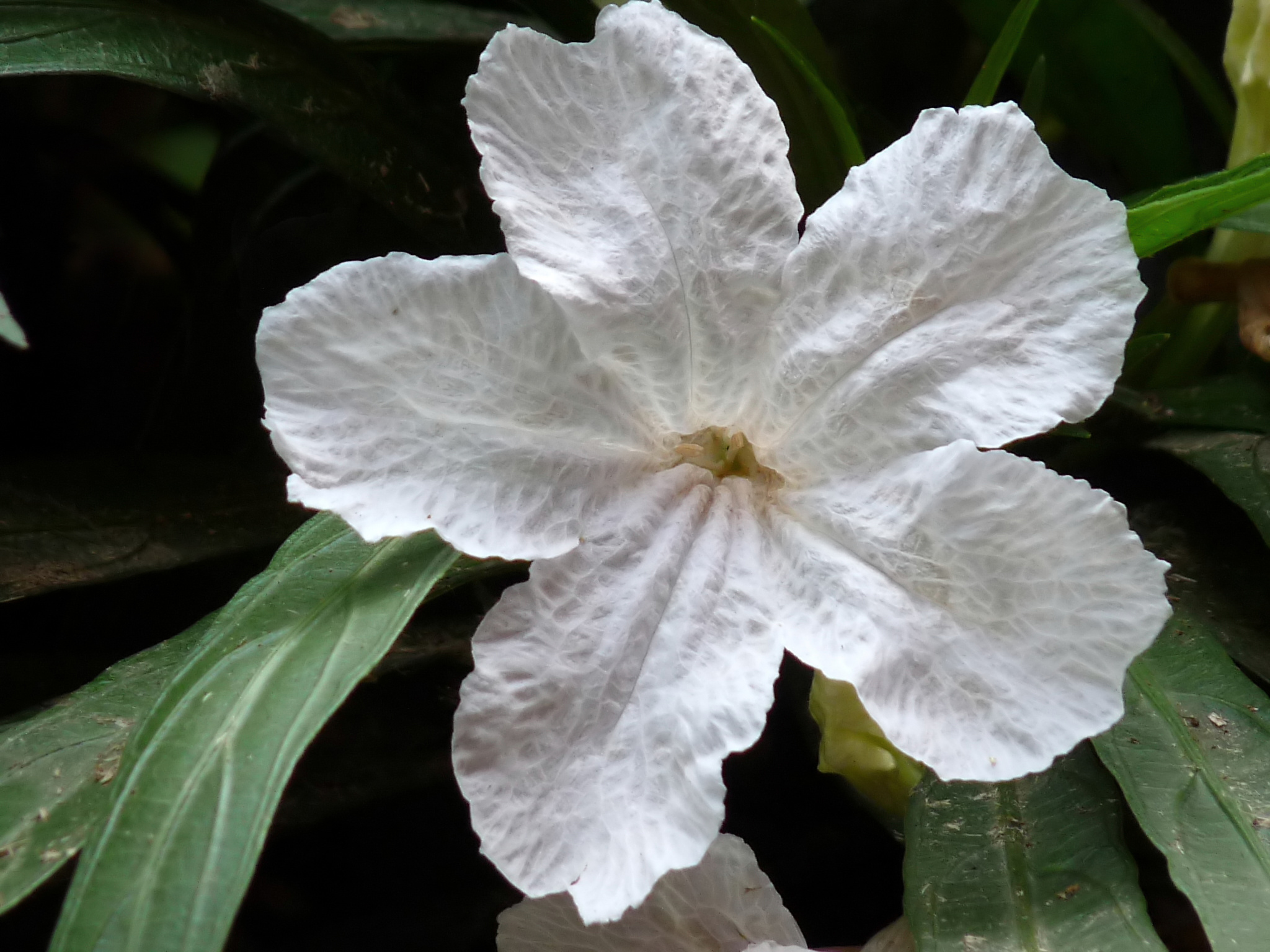